# Sherlock Holmes Solves the Sign of the Four
Sherlock Holmes Solves the Sign of the Four è un cortometraggio muto del 1913 diretto da Lloyd Lonergan.

## Produzione
Il film fu prodotto dalla Thanhouser Film Corporation. Venne girato a New Rochelle, nello stato di New York.
Il film è conosciuto anche con i titoli Sherlock Holmes and the Sign of the Four e The Sign of Four.

## Distribuzione
Distribuito dalla Mutual Film, il film uscì nelle sale cinematografiche USA il 25 febbraio 1913.